# 小林賢一

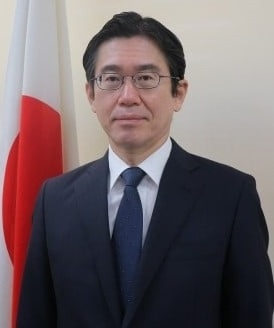
在ラオス日本国大使館ウェブページより（令和4年3月）

小林 賢一（こばやし けんいち、1964年〈昭和39年〉8月14日 - ）は、神奈川県出身の日本の外交官。
大臣官房審議官、南部アジア部長長、駐ラオス大使などを経て、2024年5月から、特命全権大使（国際貿易・経済担当）を務める。

## 略歴
- 1988年3月　東京大学法学部第二類卒業
- 1988年4月　外務省入省、英語研修[3]
- 2003年11月　在エジプト日本国大使館 一等書記官
- 2005年1月　在エジプト日本国大使館 参事官
- 2006年4月　国際法局国際法課法律顧問官 兼 経済協力局政策課
- 2006年8月　経済局経済連携課 企画官 兼 国際協力局政策課（2006年8月まで）
- 2006年8月　兼 経済局政策課
- 2008年8月　国際協力局地球環境課気候変動室長
- 2009年7月　国際協力局気候変動課長
- 2010年1月　総合外交政策局国連政策課長
- 2012年8月　国際法局国際法課長
- 2013年11月　在大韓民国日本国大使館　参事官
- 2014年1月　在大韓民国日本国大使館 公使
- 2016年7月　在アメリカ合衆国日本国大使館 公使
- 2019年7月　大臣官房参事官兼アジア大洋州局、アジア大洋州局南部アジア部
- 2019年9月　大臣官房審議官兼アジア大洋州局、アジア大洋州局南部アジア部
- 2020年7月　アジア大洋州局南部アジア部長
- 2021年10月　ラオス国駐箚 特命全権大使
- 2024年5月　特命全権大使（国際貿易・経済担当）

## 同期
- 青木豊（23年アルメニア大使）
- 赤松武（22年国際民間航空機関代表部大使）
- 岩﨑一郎（09年一橋大学経済研究所教授）
- 一方井克哉（22年ニジェール兼轄、 21年コートジボワール大使（トーゴ兼轄））
- 内川昭彦（23年モントリオール総領事）
- 宇山秀樹（22年デンマーク大使・20年欧州局長）
- 岡田健一（21年香港総領事）
- 小野啓一（24年インド兼ブータン大使、22年外務審議官（経済担当）・22年外務省経済局長・20年地球規模課題審議官）
- 小野日子（24年ハンガリー大使・22年外務報道官・21年外務省経済局長・内閣広報官）
- 海部篤（23年ウィーン代表部大使・21年軍縮不拡散・科学部長・20年儀典長）
- 小泉勉（24年ラオス大使、22年中華人民共和国大使館特命全権公使、20年外務省研修所長）
- 佐々山拓也（24年ウガンダ大使・20年トロント総領事）
- 鈴木光太郎（22年ボストン総領事・20年イラク大使）
- 髙杉優弘（21年コロンビア大使）
- 達増拓也（07年岩手県知事）
- 堤尚広（24年特命全権大使（人権担当兼国際平和貢献担当）・20年南スーダン大使）
- 林禎二（21年ブラジル大使・20年中南米局長）
- 平野隆一（21年在ロシア大使館 公使・20年内閣官房国際テロ情報集約室次長・16年ユジノサハリンスク総領事）
- 船越健裕（25年外務事務次官・23年外務審議官（政務担当）・20年アジア大洋州局長）
- 松本太（22年イラク大使・19年ニューヨーク領事）
- 柳淳（23年シカゴ総領事・21年内閣審議官兼内閣情報調査室次長兼国際テロ情報集約室次長、18年在オーストリア大使館 公使）